# Wyczytarowo
Wyczytarowo (biał. Вечатарова, Wieczatarowa; ros. Вечеторёво, Wieczetorowo) – wieś na Białorusi, w obwodzie mińskim, w rejonie stołpeckim, w sielsowiecie Świerżeń Stary, przy drodze republikańskiej R2.

## Historia
W XIX i w początkach XX w. położone było w Rosji, w guberni mińskiej, w powiecie nowogródzkim, w gminie Mir. Należało do ordynacji nieświeskiej Radziwiłłów.
W dwudziestoleciu międzywojennym leżało w Polsce, w województwie nowogródzkim, w powiecie stołpeckim, w gminie Mir. W 1921 miejscowość liczyła 459 mieszkańców, zamieszkałych w 88 budynkach, w tym 448 Białorusinów i 11 Polaków. 456 mieszkańców było wyznania prawosławnego i 3 rzymskokatolickiego.
Po II wojnie światowej w granicach Związku Sowieckiego. Od 1991 w niepodległej Białorusi.